# АЕК-999
АЕК-999 «Барсук» — російський кулемет під набій 7,62×54 мм R. Це єдиний кулемет, розроблений у 1990-х роках як модернізована версія ПКМ для покращення його спроможностей у ролі легкого кулемета/автоматичної зброї відділення. АЕК-999 призначений для ведення безперервного автоматичного вогню, не потребуючи швидкої зміни ствола, і штурмових операцій, де ним можна вести вогонь зі стегна або зі вбудованої сошки.
АЕК-999 був розроблений Ковровським механічним заводом для збройних сил Росії, але програв у військових випробуваннях кулемета «Печеніг», розробленому відповідно до тих же вимог. Ковровський механічний завод виробляв невеликі партії АЕК-999 для Міністерства внутрішніх справ Росії для оснащення підрозділів спеціального призначення Внутрішніх військ МВС Росії, але все виробництво товарів військового призначення на заводі припинилося у 2006 році.

## Будова
АЕК-999 використовує ту саму групу приймачів, що й ПКМ. Найважливішою зміною є новий ствол, виготовлений для більшої міцності з тієї ж сталі, що використовується в авіаційних кулеметах. Цей новий ствол частково рифлений для економії ваги та покращеного розсіювання тепла, а також оснащений верхньою кришкою «Міраж» та ефективнішим дульним гальмом. Цей новий ствол можна зняти зі зброї для перевірки чи обслуговування, але він не є швидкозмінним стволом для заміни в бойових умовах. Щоб ще більше розширити свої спроможності, АЕК-999 оснащений невеликою полімерною цівкою під стволом, а складна сошка висунута вперед і прикріплена до ствола, а не до газової трубки. При необхідності АЕК-999 може бути оснащений глушником. На нього також можна кріпити всі стандартні аксесуари ПКМ.